# Liste der reichsten Italiener
Die reichsten Italiener sind nach Angaben des US-amerikanischen Magazins Forbes (Stand Dezember 2024):

## Liste
| #  | Name                          | Vermögen (in US-Dollar) | Staatsbürgerschaft | Herkunft des Vermögens   |
| -- | ----------------------------- | ----------------------- | ------------------ | ------------------------ |
| 1  | Giovanni Ferrero              | 41,9 Milliarden         | Italien            | Ferrero SpA              |
| 2  | Andrea Pignataro              | 26,3 Milliarden         | Italien            | ION Group                |
| 3  | Giorgio Armani                | 12,2 Milliarden         | Italien            | Giorgio Armani SpA       |
| 4  | Giancarlo Devasini            | 9,2 Milliarden          | Italien            | Tether                   |
| 5  | Piero Ferrari                 | 9,2 Milliarden          | Italien            | Ferrari                  |
| 6  | Massimiliana Landini Aleotti  | 7,0 Milliarden          | Italien            | Menarini                 |
| 7  | Patrizio Bertelli             | 6,3 Milliarden          | Italien            | Prada                    |
| 8  | Miuccia Prada                 | 6,3 Milliarden          | Italien            | Prada                    |
| 9  | Sergio Stevanato              | 5,8 Milliarden          | Italien            | Stevanato Group          |
| 10 | Francesco Gaetano Caltagirone | 5,6 Milliarden          | Italien            | Caltagirone Editore      |
| 11 | Paolo Rocca                   | 5,4 Milliarden          | Italien            | Techint                  |
| 12 | Gianfelice Rocca              | 5,4 Milliarden          | Italien            | Techint                  |
| 13 | Stefano Pessina               | 5,3 Milliarden          | Italien Monaco     | Walgreens Boots Alliance |
| 14 | Claudio Del Vecchio           | 5,2 Milliarden          | Italien            | EssilorLuxottica         |
| 14 | Rocco Basilico                | 5,2 Milliarden          | Italien            | EssilorLuxottica         |
| 14 | Luca Del Vecchio              | 5,2 Milliarden          | Italien            | EssilorLuxottica         |
| 14 | Clemente Del Vecchio          | 5,2 Milliarden          | Italien            | EssilorLuxottica         |
| 14 | Nicoletta Zampillo            | 5,2 Milliarden          | Italien            | EssilorLuxottica         |
| 14 | Paola Del Vecchio             | 5,2 Milliarden          | Italien            | EssilorLuxottica         |
| 14 | Leonardo Maria Del Vecchio    | 5,2 Milliarden          | Italien            | EssilorLuxottica         |
| 14 | Marisa Del Vecchio            | 5,2 Milliarden          | Italien            | EssilorLuxottica         |